# Eucyclops borealis
Eucyclops borealis – gatunek widłonoga z rodziny Cyclopidae, nazwa naukowa gatunku została po raz pierwszy opublikowana w 2001 roku przez japońskiego biologa Teruo Ishidę. Gatunek ten został ujęty w Katalogu Życia.